# Gare de Montaut - Bétharram
Pour les articles homonymes, voir Bétharram.
La gare de Montaut - Bétharram est une gare ferroviaire française de la ligne de Toulouse à Bayonne, située sur le territoire de la commune de Montaut, à proximité de Lestelle-Bétharram, dans le département des Pyrénées-Atlantiques en région Nouvelle-Aquitaine.
Elle est mise en service en 1867 par la Compagnie des chemins de fer du Midi et du Canal latéral à la Garonne.
C'est une halte voyageurs de la Société nationale des chemins de fer français (SNCF) desservie par des trains régionaux TER Nouvelle-Aquitaine.

## Situation ferroviaire
Établie à 319 mètres d'altitude, la gare de Montaut - Bétharram, qui dépend de la région ferroviaire de Toulouse, est située au point kilométrique (PK) 191,761 de la ligne de Toulouse à Bayonne, entre les gares ouvertes de Saint-Pé-de-Bigorre et de Coarraze - Nay.
Elle est équipée de deux quais : le quai 1 dispose d'une longueur utile de 190 m pour la voie 1 et le quai 2 d'une longueur utile de 255 m pour la voie 2.

## Histoire
La Compagnie des chemins de fer du Midi et du Canal latéral à la Garonne met en service la station de Montaut-Bétharram lors de l'ouverture de la section de Lourdes à Pau et de l'intégralité de la ligne de Toulouse à Bayonne, le 20 juin 1867.
De 2015 à 2022, selon les estimations de la SNCF, la fréquentation annuelle de la gare s'élève aux nombres indiqués dans le tableau ci-dessous.
| Année               | 2015 | 2016 | 2017 | 2018 | 2019 | 2020 | 2021 | 2022 |
| ------------------- | ---- | ---- | ---- | ---- | ---- | ---- | ---- | ---- |
| Nombre de voyageurs | 414  | 180  | 361  | 246  | 439  | 157  | 284  | 244  |

## Service des voyageurs

### Accueil
Halte SNCF, c'est un point d'arrêt non géré (PANG) à accès libre.

### Desserte
Montaut - Bétharram est desservie par des trains TER Nouvelle-Aquitaine qui effectuent des missions entre les gares de Tarbes et de Bayonne.

### Intermodalité
Le stationnement des véhicules est possible à proximité.